# Notochthiphila pallida
Notochthiphila pallida är en tvåvingeart som beskrevs av Tanasijtshuk 1996. Notochthiphila pallida ingår i släktet Notochthiphila och familjen markflugor. Inga underarter finns listade i Catalogue of Life.